# Han Drijver
Han Drijver   (Eindhoven, 11 de març de 1927 - Vlaardingen, 10 d'octubre de 1986) va ser un jugador d'hoquei sobre herba neerlandès que va competir durant les dècades de 1940 i 1950.
Durant la seva carrera esportiva va prendre part en dues edicions dels Jocs Olímpics: el 1948, a Londres, on va guanyar la medalla de bronze com a membre de l'equip neerlandès en la competició d'hoquei sobre herba, i el 1952, a Hèlsinki, on va guanyar la medalla de plata.